# Niso aeglees
Niso aeglees är en snäckart som beskrevs av Bush 1885. Niso aeglees ingår i släktet Niso och familjen Eulimidae. Inga underarter finns listade i Catalogue of Life.